# Northland

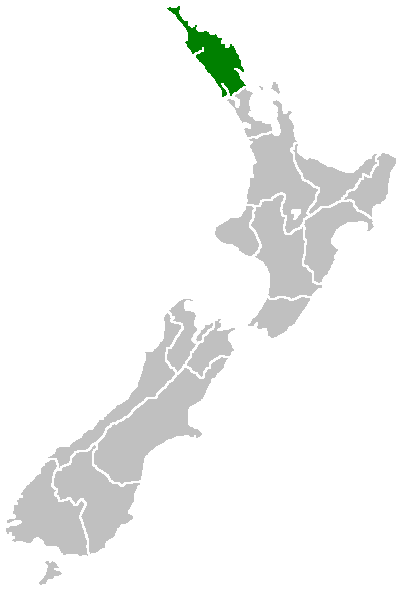
Northland în Noua Zeelandă

Northland este una dintre cele 16 regiuni din Noua Zeelandă. Este regiunea cea mai nordică.